# Edwin Lutyens

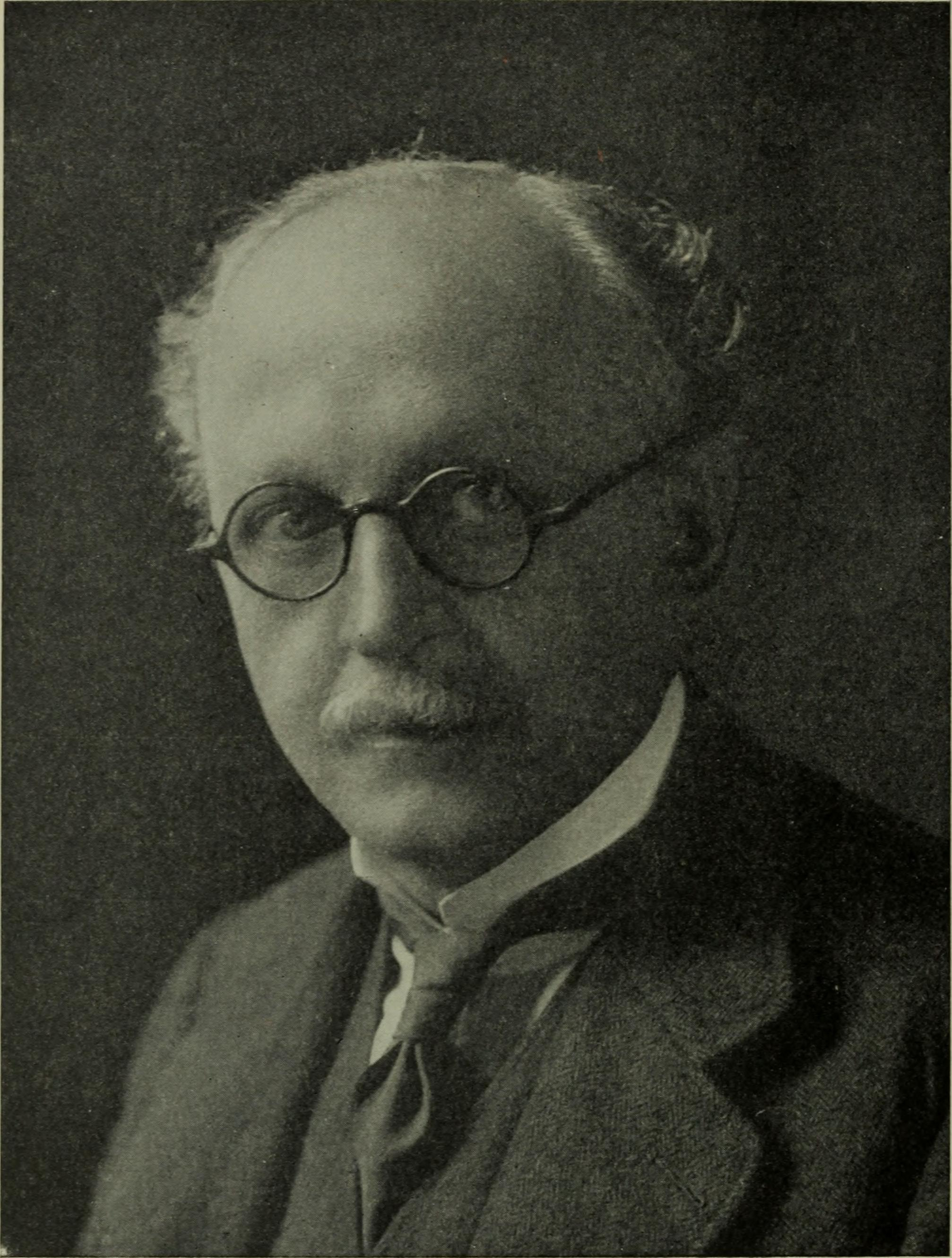
Edwin Lutyens

Sir Edwin Landseer Lutyens ([ˈlʌtjənz]; * 29. März 1869 in London, England; † 1. Januar 1944 ebenda) gilt als einer der größten britischen Architekten des 20. Jahrhunderts. Er entwarf viele englische Landhäuser und war beim Entwurf und Bau von Neu-Delhi beteiligt.

## Anfänge
Nach seinem Architekturstudium an der „South Kensington School of Art“ in London – 1885 bis 1887 – arbeitete er im Architekturbüro von Ernest George und Harold Ainsworth Peto. Dort traf er auf Herbert Baker, mit dem er gemeinsam am Projekt Neu-Delhi arbeitete.
Ein eigenes Büro eröffnete er im Jahre 1888. Der erste Auftrag war ein Privathaus in Crooksbury, Surrey. Dabei traf er die spätere Gartendesignerin Gertrude Jekyll. 1896 arbeitete er an einem Haus für Gertrude Jekyll in Munstead Wood, Surrey. Es war der Beginn einer fruchtbaren Zusammenarbeit, die das Aussehen vieler seiner Landhäuser maßgeblich beeinflusste. Der Lutyens-Jekyll-Garten hat großflächig winterfeste Bodendecker in einer klassischen Architektur von Treppen und Balustraden. Die Kombination des Strengen mit dem Zwanglosen – Backsteinwege, aufgelockert mit wogenden Blumenrabatten, Lilien, Lupinen, Rittersporn und Lavendel – bildete einen starken Kontrast zu dem strengen Beeteschema der viktorianischen Zeit, wie sie sein späterer Mitarbeiter, der Landschaftsarchitekt Reginald Blomfield, bevorzugte.

## Arbeiten
Zunächst orientierten sich Lutyens’ Entwürfe am kunsthandwerklichen Stil des Arts and Crafts Movement, doch um 1900 wandte er sich dem Klassizismus zu. Seine Aufträge waren unterschiedlicher Natur. Privathäuser wie das Bois des Moutiers an der französischen Atlantikküste, Kirchen für die neue Vorstadt Hampstead Garden in London, Castle Drogo in Drewsteignton, Devon bis hin zur Mitarbeit an Indiens neuer Hauptstadt Neu-Delhi. Bei diesem Projekt fügte er seinem Klassizismus Elemente der örtlichen Architektur zu und verwendete seine städtischen Entwürfe für die Wassergärten des Mogulreichs.
1910 ging Lutyens nach Südafrika, um dort mit den Planungen für die 1915 eingeweihte Johannesburg Art Gallery zu beginnen. Die Ausführung erfolgte jedoch nur in Teilen gemäß seinen Entwürfen.
1911 arbeitete der bedeutende neuseeländische Architekt William Gummer mit Lutyens zusammen. Dessen Wohnhaus Stoneways ist von diesem klassizistischen Einfluss geprägt.
Nach dem Ersten Weltkrieg wurde er mit dem Entwurf von Gedenkstätten für die Gefallenen beauftragt. Die bekanntesten Denkmäler sind das Londoner Kenotaph sowie das Mahnmal für die Vermissten der Schlacht an der Somme (1916). Viele örtliche Gedenkstätten, wie das All Saints in Northampton sind von Lutyen entworfen, basierend auf dem Cenotaph. Er entwarf auch das National War Memorial in Islandbridge, Dublin, welches 1980 ausgebaut wurde. Andere Arbeiten waren das Tower Hill Memorial und ein Denkmal im Victoria Park in Leicester. Lutyens renovierte auch Lindisfarne-Castle.
1918 wurde er zum Knight Bachelor geschlagen. In die Royal Academy of Arts wurde er als Anwärter 1913 aufgenommen, dann 1920 zum Vollmitglied gewählt, und von 1938 bis 1944 war er deren Präsident.
Während seiner Arbeit in Neu-Delhi (Bauwerke) für die Kolonialverwaltung erhielt Lutyens weitere Aufträge, u. a. verschiedene Geschäftshäuser in London sowie die britische Botschaft in Washington DC.
1924 schloss er die Konstruktion seines wohl bekanntesten Entwurfs ab, des Queen Mary’s Dolls’ House. Eine viergeschossige palladianische Villa im Maßstab von 1:12, heute eine Dauerausstellung im öffentlich zugänglichen Bereich von Windsor Castle. Es wurde nicht als Kinderspielzeug konzipiert, sondern sollte die beste britische Handwerkskunst dieser Zeit darstellen.
Lutyens wurde 1929 beauftragt, eine römisch-katholische Kathedrale für Liverpool zu entwerfen. Die Arbeiten an diesem Gebäude begannen 1933, wurden aber vom Zweiten Weltkrieg unterbrochen, und nach dem Krieg wurde das Projekt mangels Geldes mit der Krypta einstweilen beendet; Architekt der heutigen Kathedrale ist Frederick Gibberd.

## Neu-Delhi

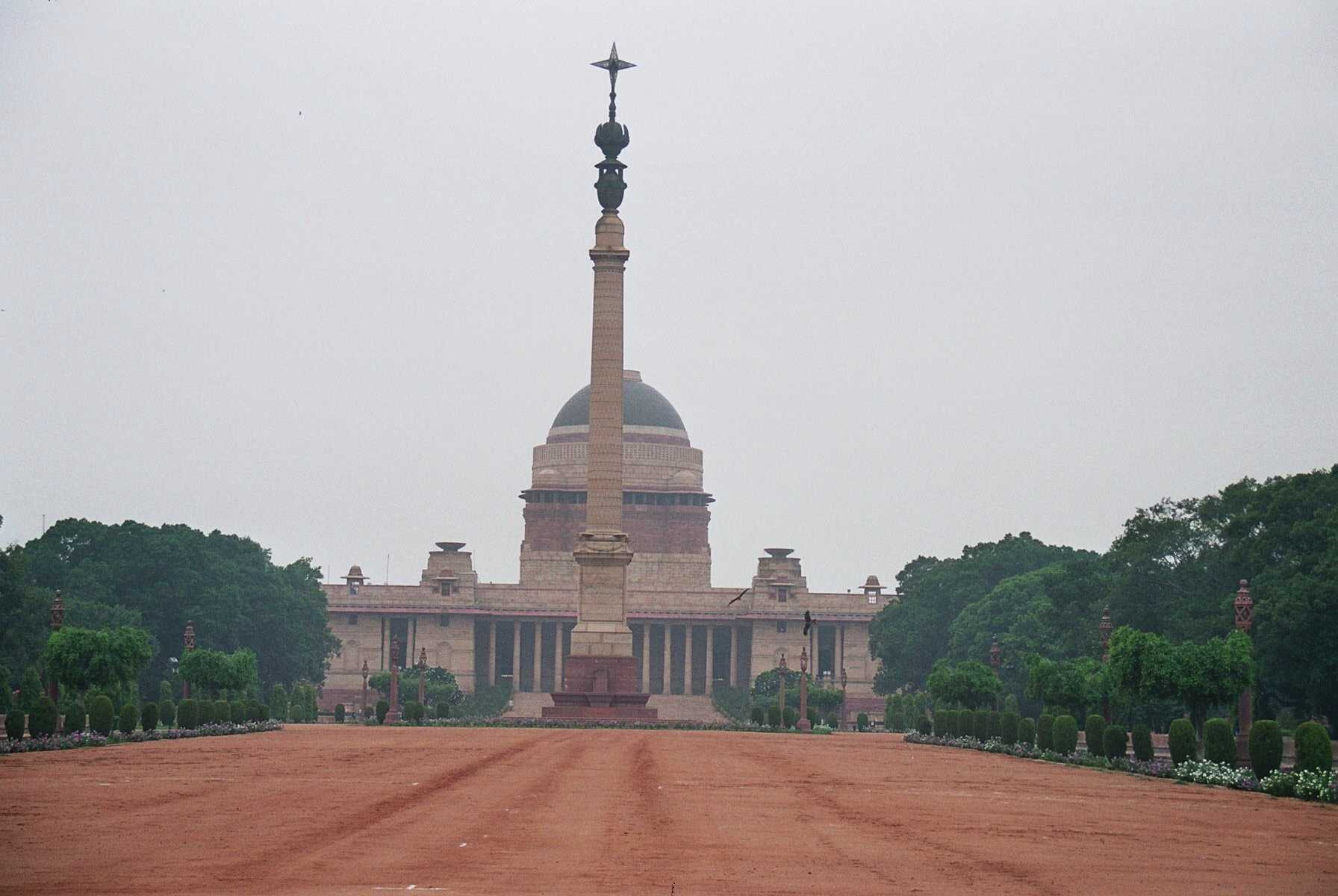
Rashtrapati Bhavan

In den letzten zwanzig Jahren seiner Karriere entwarf er gemeinsam mit Herbert Baker Neu-Delhi. Es sollte Kalkutta als Sitz der britisch-indischen Regierung 1912 ersetzen; das Projekt wurde 1929 abgeschlossen und offiziell 1931 eingeweiht.
Bei der Durchführung des Projekts entwickelte Lutyens seine neue Ordnung u. a. mit klassischen Säulen, was als die „Delhi-Ordnung“ bekannt wurde. Im Gegensatz zu den mehr traditionellen britischen Architekten vor ihm war er inspiriert und verbunden mit verschiedenen Eigenschaften der örtlichen traditionellen indischen Architektur – am besten zu sehen am zylindrisch angeordneten buddhistischen Tempel des Vizekönigs. Dieses palastartige Gebäude mit 340 Räumen steht auf einem Areal von rund 1,3 Quadratkilometer und hat einen privaten Garten, den Lutyens gleichfalls entworfen hat. Damals kümmerten sich über 2.000 Menschen um das Gebäude und dienten im Haushalt des Vizekönigs. Das Gebäude wurde entworfen als Residenz des Vizekönigs von Indien und ist heute Amtssitz des indischen Präsidenten (Rashtrapati Bhavan). In die Säulen am vorderen Eingang sind Glocken eingehauen. Lutyens hatte die Vorstellung, dass die britische Herrschaft nie enden werde, solange diese Glocken schweigen; 1947 wurde Indien unabhängig.

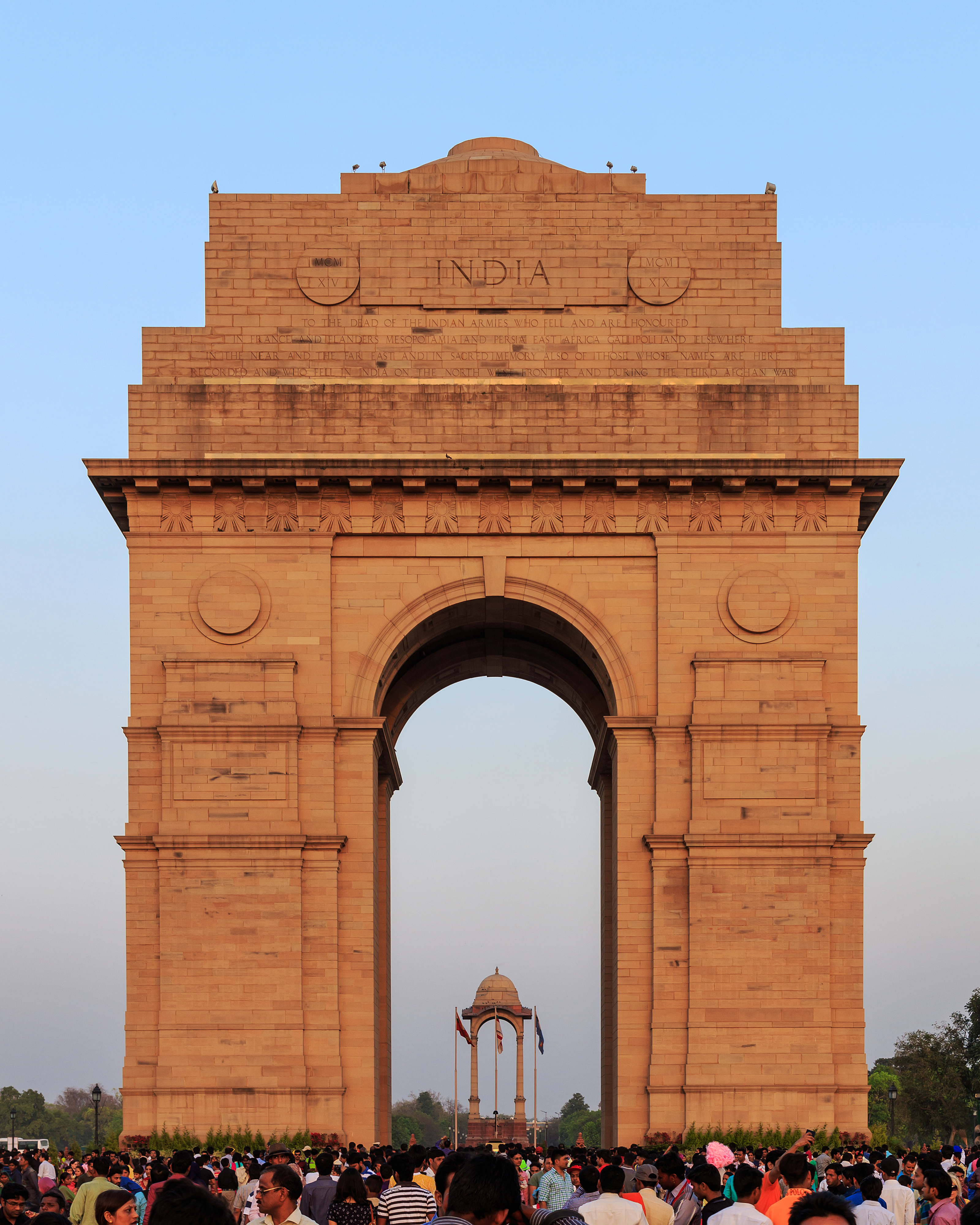
Das India Gate, eine der berühmtesten Sehenswürdigkeiten

In der neuen Stadt wurden sowohl parlamentarische Gebäude als auch Verwaltungsbüros errichtet. Sie sind unverkennbar mit dem lokalen roten Sandstein im traditionellen Mogul-Stil gebaut. Als er die Pläne von Neu-Delhi zeichnete, plante er die Lage der neuen Stadt südwestlich von Shahjahanabad (seither auch Old Delhi, Alt-Delhi). Seine Pläne umfassten auch die Straßen von Neu-Delhi mit weiten baumgesäumten Alleen.
Im Geiste der britischen Kolonialherrschaft war der Ort, an dem sich die neue Reichsstadt und die alte Stadt treffen, als Markt geplant; nach Lutyens’ Vorstellung sollten sich die indischen Händler am „großen Einkaufszentrum für die Residenzen von Shahjahanabad und Neu-Delhi“ beteiligen. Dadurch entstand der D-förmige Markt, wie er heute bekannt ist.
2004 kündigte die indische Regierung an, dass sie Hunderte von Privatvillen, die Teil von Lutyens' Originalplänen für Neu-Delhi sind, abreißen will, um Hochhausblöcke für die Armen zu bauen.
1930 wurde er als Knight Commander des Order of the Indian Empire (KCIE) und 1942 mit dem Order of Merit ausgezeichnet.

## Arbeiten in Irland
In Irland war Lutyens in Hugh Lanes Wettbewerb für ein Gebäude für moderne Kunst in Dublin involviert. Verschiedene Vorschläge wurden erarbeitet, einschließlich eines Säulengangs gegenüber dem St. Stephen’s Green, dem Royal College of Surgeons. Der kontroverseste Entwurf war der Vorschlag für eine Brückengalerie über den Liffey. Dies erregte viel Kritik, vor allem von irischen Architekturzeitschriften, die die Entscheidung für diese „ausländische“ Architektur reklamierten, obwohl Lutyens' Mutter Irin war. Das Design hatte die Form von zwei Pavilions an beiden Enden, dazwischen eine Säulenpergola über die dreibögige Brücke. Möglicherweise entstand die Idee, als Lane beim Untergang der Lusitania starb.

## Ehe und Familie
Zwei Jahre nachdem sie ihm vorgestellt worden war und trotz elterlichen Missfallens heiratete er Lady Emily Lytton, die Tochter von Robert Bulwer-Lytton, 1. Earl of Lytton, am 4. August 1897. Sie hatten fünf Kinder, doch die Ehe zerfiel schnell. Lady Emily wandte sich der Theosophie und östlichen Religionen zu, mit einer emotionalen und philosophischen Faszination für Jiddu Krishnamurti.
Ihre Tochter Elisabeth Lutyens (1906–1983) war eine bekannte Komponistin; ihre andere Tochter, Mary Lutyens (1908–1999), wurde Schriftstellerin, bekannt für ihre Bücher über Krishnamurti.
In den letzten Lebensjahren litt Lutyens mehrmals an Lungenentzündung. In den frühen 1940er Jahren wurde Krebs festgestellt. Er starb am Neujahrstag 1944. Lutyens wurde im Golders Green Crematorium eingeäschert, seine Urne ist in der St Paul’s Cathedral, London, bestattet.
Er hatte mit seiner Frau Emily fünf Kinder, darunter die Komponistin Elisabeth Lutyens. Die Politiker Matthew Ridley (1925–2012) und Nicholas Ridley (1929–1993) waren Enkelsöhne, der Autor und Politiker Matt Ridley sein Urenkel.